# كيني تومسون
كيني تومسون (26 أبريل 1985 أنتويرب بلجيكا - ) هو لاعب كرة قدم بلجيكي يلعب كمدافع.

## روابط خارجية
- كيني تومسون على موقع قاعدة بيانات كرة القدم.إي يو (الإنجليزية)
- كيني تومسون على موقع Soccerway.com (الإنجليزية)
- كيني تومسون على موقع عالم كرة القدم.نت (الإنجليزية)